# Dominicapassagen

Dominicapassagen (engelska: Dominica Passage) är ett sund i Västindien. Sundet separerar öarna Dominica och Marie-Galante, Guadeloupe. Det är cirka 26 km (16 miles) brett och 58 km (36 miles) långt.